# Louis Wouters (football)
ne pas le confondre ni avec un autre ancien joueur de l'Antwerp FC: Léon Wouters, ni avec son homonyme Louis Wouters ancien dirigeant de football
Louis Wouters, né le 15 avril 1922 et mort le 22 décembre 1992, est un joueur de football belge qui évoluait comme avant-centre. Il a joué toute sa carrière au Royal Antwerp Football Club.

## Carrière
Louis Wouters intègre l'équipe première de l'Antwerp en 1939. Il effectue ses grands débuts en équipe « Premières » le 14 avril 1940 contre le Tubantia FC. Mais moins d'un mois plus tard, à savoir le 10 mai, les troupes de l'Allemagne nazie envahissent la Belgique. Le pays est plongé dans l'horreur et la Seconde Guerre mondiale, et le football est logiquement mis en veilleuse.
Une reprise progressive s'effectue et on « rejoue normalement » pour la saison 1941-1942. Louis Wouters est titulaire le 3 mai 1942, lors d'un derby perdu (0-3) contre le Beerschot. Pendant les autres « championnats de guerre », il dispute 25 matchs (répartis sur trois saisons) pendant lesquels six goals lui sont attribués. 
C'est au sortir du conflit, qu'il dispute sa saison la plus aboutie. Vice champion avec le « Great Old » en 1946, il dispute 25 matchs et est l'auteur de 15 buts (dont 13 en championnat). De l'exercice suivant, il ne joue que la première partie d'août à novembre. Il preste pour la dernière fois le 17 novembre 1946 au R. FC Liégeois. On peut penser à une blessure, mais il est fort probable que la raison exacte doive être cherchée ailleurs.
En effet, alors qu'il n'a que 25 ans, la carrière de Louis Wouters est virtuellement terminée. Le garçon n'zapparaît plus dans les compositions disponibles. Outre une très grave blessure, la cause la plus vraisemblable de l'arrêt d'activité comme joueur est d'ordre professionnel. À cette époque, et pour près de 20 ans encore, la fédération belge reste excessivement conservatrice: pas de professionnalisme (en tout cas officiellement) et les conditions d'accord d'un transfert reste terriblement drastiques. Ceux-ci se concluent entre club avec l'accord ou avis du joueur pouvant rester totalement accessoire !

## Palmarès
- Vice champion de Belgique 1946 (R. Antwerp FC)

## Double confusion

### Confusion avec Léon
Il y souvent une confusion entre Louis Wouters et un autre  joueur de l'Antwerp FC, Léon Léo Wouters. Celui-ci arrive au sein du « matricule 1 » plus de deux ans après la dernière prestation de Louis. 
Certaines sources (qui se contredisent dans la même publication, comme le pourtant souvent bien documenté « rafcmuseum.be ») cite la participation de Louis Wouters à la finale de la Coupe de Belgique 1955 et précisent qu'il en marque le premier but après 54 minutes. C'est une des confusions classiques. Des archives de journaux de l'époque démontrent que c'est bien  Léon qui dispute la finale 55 et y marque trois des quatre goals anversois  !
Il est aussi très peu probable que Louis revienne jouer « une seule fois », en novembre 1957, lors du match retour de la Coupe des Champions 57-58 face au Real Madrid au stade Bernabeu (6-0). Ici aussi le site d'archives du Great Old fait la confusion .

### Confusion avec Louis
Il existe parfois une autre confusion entre Louis Wouters, le joueur et son exact homonyme Louis Wouters un dirigeant qui occupe longtemps le poste de Président de l'URBSFA. Les deux hommes sont pratiquement du même âge, néerlandophones et originaires de la même Province d'Anvers, mais sans aucun lien de parenté.

## Statistiques
| Saison                | Club                  | Championnat           | Championnat | Championnat | Coupe(s) nationale(s) | Coupe(s) nationale(s) | Compétition(s) continentale(s) | Compétition(s) continentale(s) | Compétition(s) continentale(s) | Total | Total |
| Saison                | Club                  | Division              | M.          | B.          | M.                    | B.                    | Comp.                          | M.                             | B.                             | M.    | B.    |
| 1939-1940             | R. Antwerp FC         | Division 1            | 0           | 0           | 0                     | 0                     | -                              | 0                              | 0                              | 0     | 0     |
| 1941-1942             | R. Antwerp FC         | Division 1            | 1           | 0           | 0                     | 0                     | -                              | 0                              | 0                              | 1     | 0     |
| 1942-1943             | R. Antwerp FC         | Division 1            | 10          | 3           | 0                     | 0                     | -                              | 0                              | 0                              | 10    | 3     |
| 1943-1944             | R. Antwerp FC         | Division 1            | 7           | 3           | 0                     | 0                     | -                              | 0                              | 0                              | 7     | 3     |
| 1945-1946             | R. Antwerp FC         | Division 1            | 24          | 13          | 0                     | 0                     | -                              | 0                              | 0                              | 24    | 13    |
| 1946-1947             | R. Antwerp FC         | Division 1            | 9           | 1           | 0                     | 0                     | -                              | 0                              | 0                              | 9     | 1     |
| 1954-1955             | R. Antwerp FC         | Division 1            | 0           | 0           | 1                     | 1                     | -                              | 0                              | 0                              | 1     | 1     |
| 1957-1958             | R. Antwerp FC         | Division 1            | 0           | 0           | 0                     | 0                     | C1                             | 1                              | 0                              | 1     | 0     |
| Total sur la carrière | Total sur la carrière | Total sur la carrière | 51          | 20          | 1                     | 1                     | -                              | 1                              | 0                              | 53    | 21    |